# Konsonanz (Verslehre)
Als Konsonanz wird in der Linguistik der Gleichklang von dem vokalischen Silbenkern vorausgehenden Konsonanten (Silbenkopf) bzw. nachfolgenden Konsonanten (Silbenkoda) bezeichnet.
In der Verslehre ist die Konsonanz eine Form des Halbreims, bei der im Gegensatz zu anderen Reimformen nicht der betonte Vokal gleich bleibt (wie etwa in Rat – Tat), sondern die Konsonanten sich lautlich entsprechen (Rat – rot). Die Vokalquantität bleibt erhalten.
Gelegentlich wird die Konsonanz auch als Parareim bezeichnet.
Vor allem in der englischen Dichtung des ausgehenden 19. Jahrhunderts trat die Konsonanz gelegentlich an Stelle des Reims, zum Beispiel bei Percy Bysshe Shelley (Ode to the West Wind), William Butler Yeats und Emily Dickinson. Das folgende Beispiel stammt von Wilfred Owen:

„It seemed that out of the battle I escaped / Down some profound dull tunnel, long since scooped / Through granites which Titanic wars had groined / Yet also there encumbered sleepers groaned“

In der französischen Dichtung wird die lautliche Übereinstimmung in der Silbenkoda als contre-assonance bezeichnet.
Siehe auch: Assonanz (Verslehre)